# Chiesa di San Nicola (Castel del Giudice)
La chiesa parrocchiale di San Nicola è sita a Castel del Giudice in provincia di Isernia. Si trova nel cuore del centro storico. 

## Storia e descrizione
La chiesa risale al XV-XVI secolo. Nel corso del XIX secolo è stata ampiamente rifatta negli esterni, in stile neoclassico rurale, in blocchi di pietra a vista, portale architravato, campanile a torre quadrangolare. 
L'interno barocco è a 3 navate separate da pilastri squadrati e spoglie di pitture escluse le sole cupole.

I pilastri sono sormontati da capitelli con stucchi dorati.
Nell'edicola dietro l'altare vi è una statua di San Nicola di Bari.

L'edicola è affiancata da due colonne sorreggenti una pseudo-tettoia a mo' di protezione per la statua (sopra vi è una vetrata policroma, se quest'ultima viene aperta, l'acqua piovana che entrerebbe potrebbe danneggiare la statua).

L'altare è in marmo policromo e dorature.
Il campanile consta di 4 campane ed è stato completamente ricostruito negli anni cinquanta.
Le vetrate della navata centrale raffigurano le 3 virtù teologali.
Il 7 ottobre 1984 la chiesa fu colpita da un terremoto, quello della Val Comino nel Lazio. Susseguentemente la chiesa fu chiusa al pubblico 2 giorni dopo.

L'edificio fu riaperto al pubblico solamente 14 anni dopo.